# دين ستونمان
دين ستونمان (بالإنجليزية: Dean Stoneman)‏ هو سائق سيارة سباق بريطاني، ولد في 24 يوليو 1990 في كرويدون في المملكة المتحدة.

## وصلات خارجية
- الموقع الرسمي
- دين ستونمان على موقع DriverDB.com (الإنجليزية)